# Max-Eyth-Haus

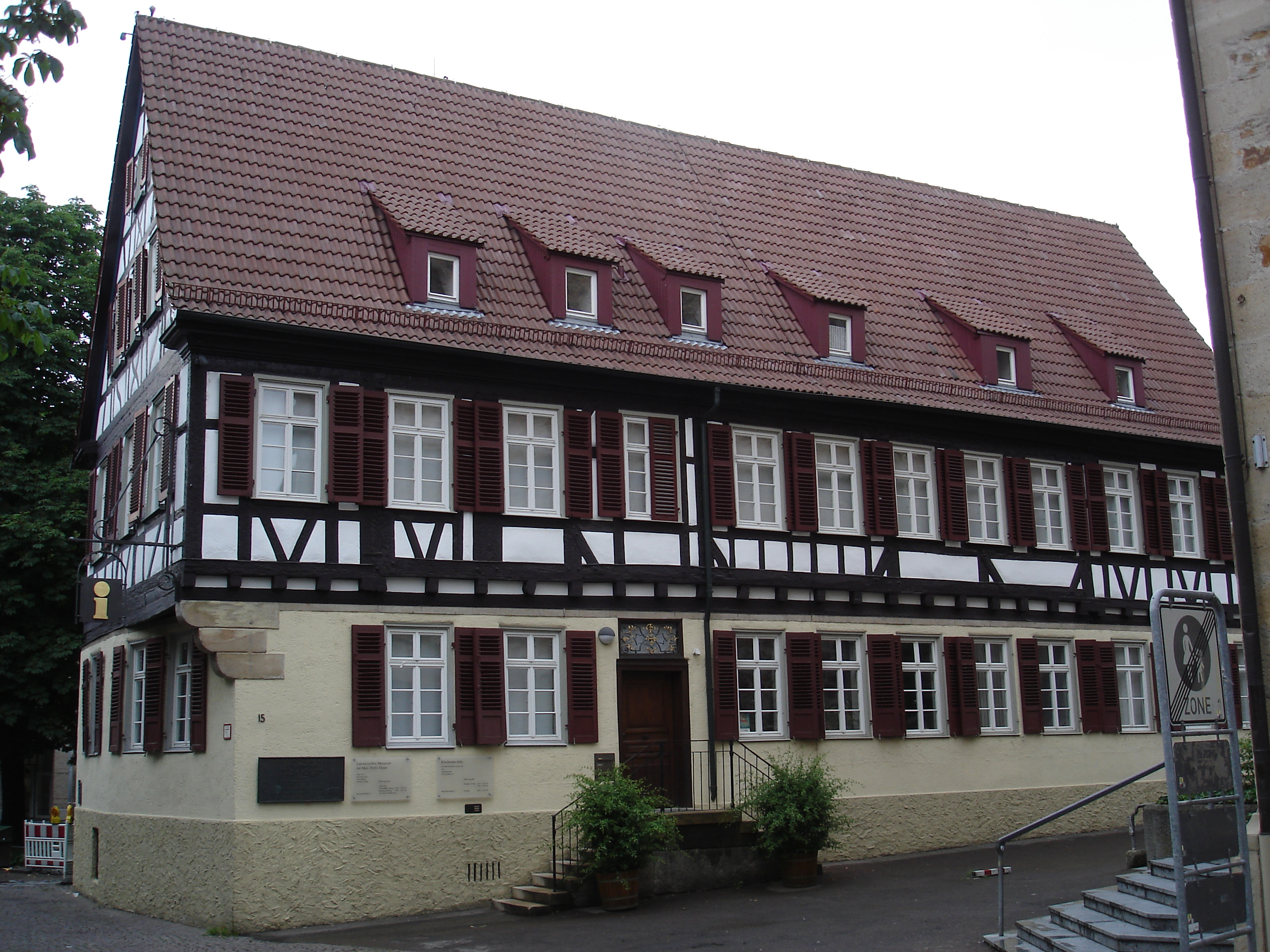
Max-Eyth-Haus in Kirchheim unter Teck

Ausstellungsraum

Blick in die Vitrinen

Malutensilien von Max Eyth

Das Max-Eyth-Haus ist ein historisches Gebäude in Kirchheim unter Teck. Heute beherbergt es ein Literaturmuseum über die Dichter und Schriftsteller, die mit der Stadt in Verbindung stehen.

## Geschichte
Das Gebäude, 1540 als Lateinschule errichtet, ist das älteste Fachwerkhaus der Innenstadt. Seit 1923 trägt es den Namen Max-Eyth-Haus, in Erinnerung an den Ingenieur und Schriftsteller Max Eyth, der hier am 6. Mai 1836 als ältester Sohn des damaligen Oberpräzeptors der Lateinschule, dem aus Heilbronn stammenden Dichter und Schriftsteller Eduard Eyth und dessen Frau Julie Eyth geb. Capoll geboren wurde. 1994 wurde im Max-Eyth-Haus das jetzige Literaturmuseum eröffnet, nachdem die zuvor in dem Gebäude untergebrachte Stadtbücherei in einen Neubau umgezogen war.

## Museum
Im Obergeschoss werden Ausgaben von Max Eyths Büchern sowie Fotos und einige seiner Zeichnungen präsentiert. Erinnert wird auch an den Reutlinger Schriftsteller Hermann Kurz, der 1862–1863 mit seiner Familie in Kirchheim unter Teck wohnte sowie an den Berliner Dichter, Essayisten und Übersetzer Hans Bethge, der hier 1943–1945 seine letzten Lebensjahre verbrachte und 1946 im Kreiskrankenhaus Göppingen starb, des Weiteren an Hermann Hesse, der sich 1899 mit seinen Tübinger Freunden im Kirchheimer Gasthof Krone traf. Hesses Erzählung Lulu (1901), später aufgenommen in sein Buch Hermann Lauscher, spielt in Kirchheim.
Im Erdgeschoss wird die Geschichte der ehemaligen Lateinschule dargestellt, die bis 1909 bestand. Dabei wird an vormalige Lateinschüler und bedeutende Persönlichkeiten der Stadtgeschichte erinnert, wie den Tübinger Mathematikprofessor Johannes Scheubel, den Theologen und geistlichen Liederdichter Albert Knapp, der in Kirchheim sein Vikariat machte, des Weiteren an Johann Simon Kerner, Professor für Botanik an der Hohen Karlsschule in Stuttgart, dessen Werke zu sehen sind, sowie an Eduard Eyth, den früheren Oberpräzeptor der Lateinschule, und dessen Frau Julie Eyth, die gleichfalls als Schriftstellerin in Erscheinung trat, und schließlich an den Philologen und Volksschriftsteller Franz Kaim.

## Sonstiges
Das Gasthaus Krone in der Alleenstraße 35 war Treffpunkt von Hermann Hesse, Ludwig Finckh und Julie Hellmann, der Lulu in Hesses gleichnamiger Erzählung. In der Paradiesstraße 16 steht das frühere Wohnhaus Hans Bethges, sein Grab befindet sich auf dem Alten Friedhof im Herdfeld.